# Pilar Miró
Pilar Miró Romero (Madrid, 20 d'abril de 1940 – Madrid, 19 d'octubre de 1997) va ser una reconeguda directora de cinema. Entre 1986 i 1989 va dirigir la ràdio i televisió pública espanyoles.

## Biografia
Va estudiar Periodisme i Dret, graduant-se igualment en l'Escola Oficial de Cinematografia, on també va ser professora. Va treballar a TVE des de 1960 com a ajudant de redacció i com a realitzadora. D'allí va saltar al món del cinema escrivint i dirigint diverses pel·lícules.
El 1982 va ocupar el càrrec de Directora General de Cinematografia fins a 1985, càrrec des del qual va impulsar un canvi estructural de la creació cinematogràfica espanyola que, en canvi d'un augment de la qualitat, va tenir una incidència negativa sobre la quantitat de pel·lícules produïdes. Des d'aquesta responsabilitat va tenir un paper decisiu en la recuperació de la categoria A de la FIAPF per part del Festival Internacional de Cinema de Sant Sebastià, al que va desviar bona part de les subvencions estatals dirigides a altres festivals de cinema espanyols. El 1985 va tornar a dedicar-se al cinema dirigint Werther. El 1986 torna a ocupar un càrrec polític dirigint l'Ens de Radiotelevisió Espanyola fins a 1989. El 1995 i 1997 va ser la realitzadora televisiva dels enllaços de la infanta Helena i de la infanta Cristina. Va morir als pocs dies d'aquesta última retransmissió. Va deixar més de 200 produccions per a cinema i televisió.
Estant soltera va tenir un fill, Gonzalo, el nom del pare del qual mai no va revelar.

## Pel·lícules dirigides
- La petición (1976)
- El crimen de Cuenca (1979)
- Gary Cooper, que estás en los cielos (1980)
- Hablamos esta noche (1982)
- Werther (1986)
- Beltenebros (1991)
- El pájaro de la felicidad (1993)
- El perro del hortelano (1995) (7 Premis Goya)
- Tu nombre envenena mis sueños (1996)

## Guions
- La niña de luto (1964) (col·laboració).
- El juego de la oca (1966) (col·laboració).
- La petición (1976).
- El crimen de Cuenca (1979).
- Beltenebros (1991).
- Tu nombre envenena mis sueños (1996).

## Televisió
- Cuarto de estar (1963).
- Revista para la mujer (1963).
- Foro TV (1963).
- Un tema para el debate (1965).
- Estudio 1
- Novela
- Pequeño estudio (1968).
- Ritmo 70 (1970).
- Mónica a medianoche (1973).
- Silencio, estrenamos (1974).
- Cuentos y Leyendas (1975).
- Objetivo nosotros (1975).
- Curro Jiménez (1977).
- Yo canto (1977).

## Premis
- Premi Revelació al millor director concedit pel Cercle d'Escriptors Cinematogràfics (1976).
- Premi al millor guió del Sindicat Nacional de l'Espectacle (1976).
- Premi al millor director al Festival Internacional de Cinema de Cartagena de Indias (1980).
- Premi Goya: Millor guió adaptat 1996.
- Premi Goya: Millor direcció 1996.
- Millor Pel·lícula per El perro del hortelano al Festival Internacional de Cinema de Mar del Plata de 1996.

## Candidatures
- Premi Goya: Millor direcció 1991
- Premi Goya: Millor guió adaptat 1991